# Hydroxycarbonate de zinc

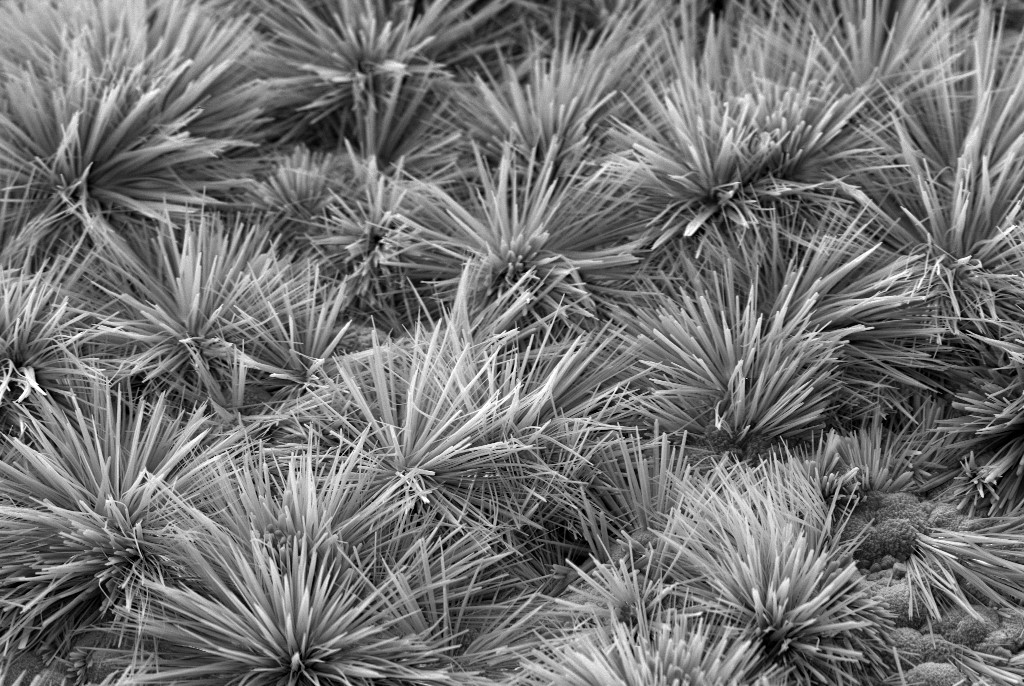
Nanofleurs d'hydroxycarbonate de zinc obtenues à l'aide de CO2 supercritique et d'eau

L'hydroxycarbonate de zinc de formule Zn(OH)x(CO3)y (où x et y sont des coefficients stœchiométriques variables) est un solide blanc. La forme la plus fréquente est Zn5(OH)6(CO3)2.
Il se forme naturellement à la surface d'un morceau de zinc laissé à l’air libre. Cette couche superficielle empêche la corrosion atmosphérique en profondeur du zinc.